# Węgrzynowo (Maków)
Pour les articles homonymes, voir Węgrzynowo.
Węgrzynowo (prononciation : [vɛŋɡʐɨˈnɔvɔ]) est un village polonais de la gmina de Płoniawy-Bramura dans le powiat de Maków de la voïvodie de Mazovie dans le centre-est de la Pologne.
Il se situe à environ 8 kilomètres au sud-ouest de Płoniawy-Bramura (siège de la gmina), 10 kilomètres au nord-ouest de Maków Mazowiecki (siège du powiat) et à 80 kilomètres au nord de Varsovie (capitale de la Pologne).
Le village possède approximativement une population de 380 habitants.

## Histoire
De 1975 à 1998, le village appartenait administrativement à la voïvodie d'Ostrołęka.